# Замок Маурах
Так называемый замок Маурах — комплекс зданий в стиле барокко на берегу Боденского озера в общине Ульдинген-Мюльхофен (район Бирнау) в немецкой федеральной земле Баден-Вюртемберг. При этом название «замок» является, в сущности, вводящим в заблуждение, так как Маурах никогда не был дворянской резиденцией, но представляет собой хозяйственное подворье бывшего имперского монастыря Салем.

## Исторический очерк
Впервые постройки (порт и зернохранилище) на этом месте были письменно упомянуты в 1155 г.
Свой современный репрезентативный облик подворье приобрело после 1722 г. при аббате Штефане I Юнге (в должности 1698—1725), и включало в себя: жилой комплекс аббата, капеллу, хозяйственные постройки и сад. При этом постоянно в комплексе был размещён лишь персонал, необходимый для обработки окружающих виноградников. С другой стороны, многие настоятели монастыря Салем предпочитали Маурах в качестве своей летней резиденции. Кроме того, поместье использовалось как перевалочный пункт для товаров, прибывавших, либо отправлявшихся по озеру; и в этом смысле Маурах играл весьма важную роль в экономической жизни аббатства, так как на переваливавшиеся здесь объекты не взималась дорожная пошлина.
В результате медиатизации, в ноябре 1804 г. Маурах, как часть монастырских владений Салема, отошёл во владение баденских маркграфов.
В 1919 г. Маурах, вместе с находящейся поблизости паломнической церковью Бирнау, был выкуплен цистерцианским аббатством Веттинген-Мерерау из Брегенца.
После разрушительного пожара в феврале 1979 г. Маурах был продан государственному L-Bank (Landeskreditbank Baden-Württemberg — Förderbank), в собственности которого он находится по сей день.

## Современное использование
В 1985—1992 гг. замок был отреставрирован и модернизирован по проекту архитектора Хайнца Моля (нем. Heinz Mohl), и с тех пор используется для проведения бизнес-конференций и как центр повышения квалификации.

## Галерея

Замок Маурах. Вид с высоты птичьего полёта
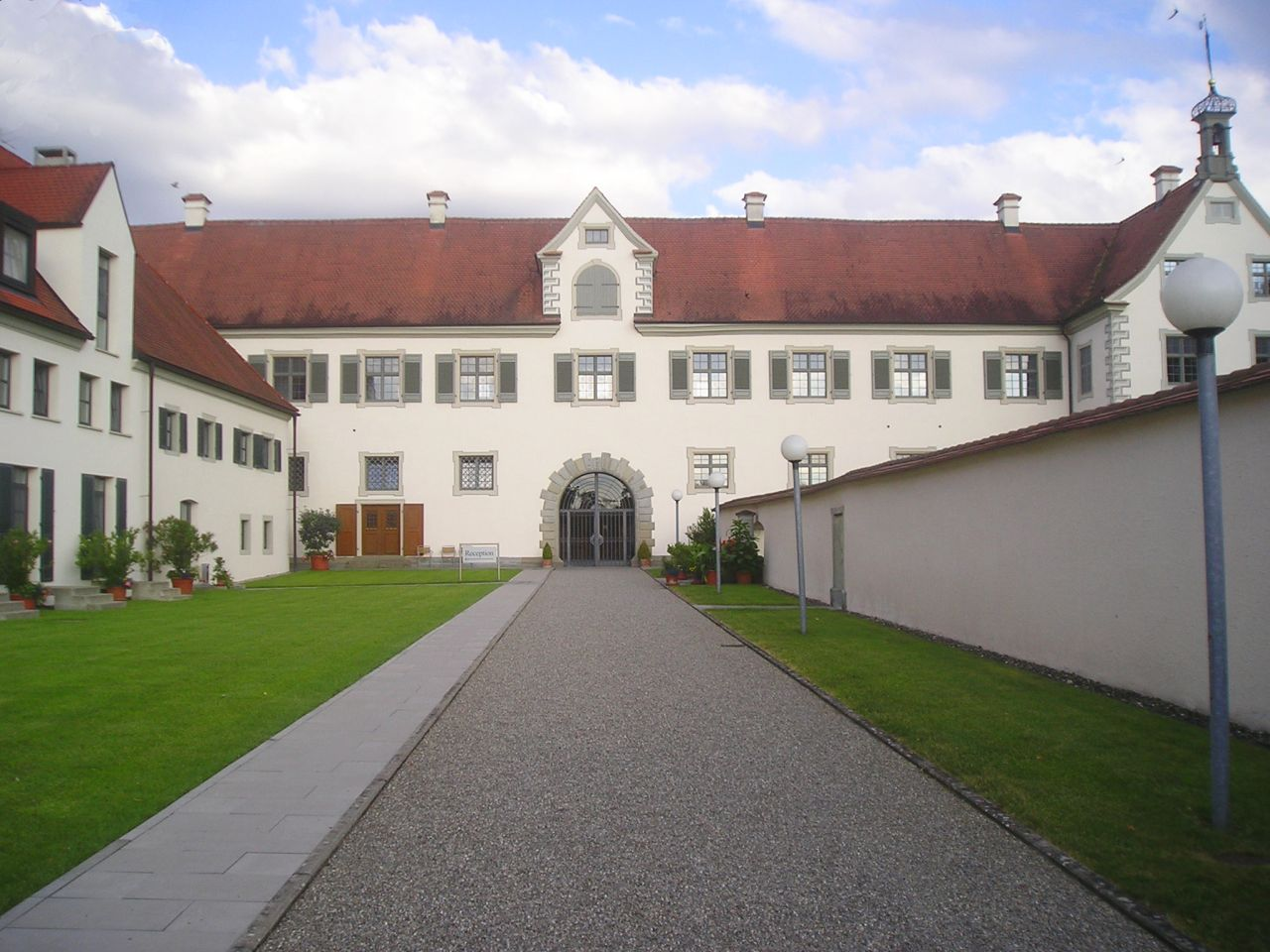
Замок Маурах с северо-восточной стороны. Справа - бывшая капелла